# アドバンスド大戦略
『アドバンスド大戦略』（アドバンスドだいせんりゃく）は、セガから発売されたウォー・シミュレーションゲームシリーズの1つ。
第二次世界大戦期を舞台に、主にナチス・ドイツ軍を操り、連合国軍と戦い抜くことが目的となる。販売元のセガによるとシリーズ中最も人気の高いのが初代メガドライブ版『アドバンスド大戦略 －ドイツ電撃作戦－』とのことで、絶妙なゲームバランスや「風呂から上がってもまだ思考中だった」とセガ自ら認める伝説的な思考スピードの遅さともあいまって、特に注記がない場合はメガドライブ版を指す事が多い。
なお、
タイトルはあくまでも「アドバンスド」であるものの、英語本来の発音では「アドバンスト」が正確であるためアドバンスト大戦略と呼ばれる事もある。AD大戦略と略記される事もある。
コンシューマー機の戦略シミュレーションゲームとして根強い人気を有し、1998年3月13日の時点でシリーズ累計100万本セールスを記録している。

## ゲームの特色
基本的にはシステムソフト社の『キャンペーン版大戦略』のシステムを踏襲している。シナリオ終了時に残存している自軍ユニットは基本的に次のシナリオにも継承される。また、史実に沿った兵器の改良を行う事もできる（一部の作品では史実に沿っていない架空兵器も登場する）。ユニットの経験値を改良や進化にも使用できるのが一般的な『キャンペーン版大戦略』との差異であり、生産はできず進化・改良でしか使用できないユニットも多い。
シナリオはシリーズによって若干異なるが、基本的にはポーランド侵攻やスペイン内戦から始まり、バトルオブブリテンや東部戦線、北アフリカ戦線などを経て最終的にベルリン陥落で終わる（ただし一部の作品はこれに限らない）。多くのシナリオは敵の首都をすべて陥落させた時点の日付（ターン数）によって大勝利・勝利・引き分けの三つにわけられ、勝敗の結果によって次に攻略するシナリオが変わってくる。なお、戦況の如何によっては仮想シナリオとしてアメリカ本土侵攻やインド侵攻など史実ではなしえなかった作戦を遂行できる場合もある。

### アドバンスド大戦略 －ドイツ電撃作戦－
1991年6月17日にメガドライブ版として発売。当時は難易度の高さや、ハード的な制約によるCPU側の思考時間の長さで知られていた。メガドライブ版にもドイツ軍による第二次世界大戦勝利というエンディングが用意されているのだが、難易度は非常に高い。レオポルド、カール列車（戦車）、マウス、V2ロケットなど、他の第二次世界大戦を扱ったゲームには登場しない数々の珍兵器が使用できるなど当時としては画期的な部分が多かった。なお、本作では駆逐戦車は移動後に攻撃不可という扱いになっており、運用にかなりの制限がなされている（駆逐戦車の扱いは以降のシリーズにおいて様々な処理が試みられている）。Me163Cの戦闘グラフィックを表示させるとフリーズする、Do335とHe162とMe P1101の武器データが入れ替わっているなどのバグが存在する。Me264の隠し兵装カクバクダンによる核攻撃が可能である、隠しコマンドでマップエディットが可能である、等の特徴もある。
本作の特徴としては、メガモデムを用いた通信対戦が可能である点があげられる。この要素の提案者でプランナーの南人彰は、元々4メガビットのROMで開発していたがすぐになくなってしまい、追加の容量を得るための口実としてモデムの導入を提言したとセガの「名作アルバム」の中で説明している。
2006年2月23日に『セガエイジス2500シリーズVol.22アドバンスド大戦略 ドイツ電撃作戦』としてPlayStation 2に移植された。レイティングはCERO：A（全年齢対象）。マップやキャラなどが3D化された他、メガドライブ版で1ターンあたり約20分かかった思考スピードが約3分半にまで短縮された。また、同年4月27日にはメガドライブ版オリジナルバージョンのBGMが収録された『セガ・シミュレーションBEST ～アドバンスド大戦略　オリジナルサウンドトラック～』が発売された。
但しPlayStation 2移植版には「敵ユニットの多くがマップ左上に勝手に進む」などの致命的なバグがある。これらについてはメーカーに送れば修正するサービスがあったが現在はサービスを終了している。修正版との見分け方はディスク表面の色で区別できる(修正前は赤基調のデザイン、修正版は水色基調のデザイン)

### ワールドアドバンスド大戦略 〜鋼鉄の戦風〜
『ワールドアドバンスド大戦略 〜鋼鉄の戦風〜』は1995年9月22日にセガサターン版として発売。メガドライブ版の「アドバンスド大戦略」を元にした続編で、ドイツだけでなく日本とアメリカでプレイすることが可能。兵器類は全てシリーズ初の3Dポリゴンで表示されるが、媒体がCDメディアとなったため戦闘アニメをONにすると戦闘ごとにCD読み込みが発生する（戦闘シーンは非表示にも出来る）。司令部が固有ユニットになっているなどの特徴的なシステムも持つ。プレイ可能な国家が増えた分、1つの国の兵器数は減少した。ソ連やオリジナルシナリオでプレイ可能になる「作戦ファイル」という追加データ集も発売されている。

### ADVANCED WORLD WAR 〜千年帝国の興亡〜
『ADVANCED WORLD WAR 〜千年帝国の興亡〜』は1997年3月20日にセガサターン版として発売。タイトル名がアドバンスド大戦略ではなく「ADVANCED WORLD WAR」になっており、システムも大幅に異なっている。グラフィックは大幅に書き直され本来の大戦略とはかけ離れた外観を持ち、空戦と陸戦の2層マップや指揮官の能力が部隊の強さに影響し、プレイヤーキャラクターとして育成が可能な将軍システムなどの固有の特徴が多く存在する。なお、本作品に登場する「ロドリゲス教官」はコナミのシミュレーションゲーム『RING of RED』にも登場するが、これは本作品の主任開発者が本作品の発売後にコナミに移籍したためである。

### アドバンスド大戦略98
『アドバンスド大戦略98』はパソコンのWindows 95用に開発された作品で、外観は本家の『大戦略』を元にしているため、「ドイツ電撃作戦」のスタイルに戻っている。制作はチキンヘッド。難易度が非常に高く、一般的に資金も乏しく、ドイツの大勝利を目指すのは困難を極めるが、豊富な兵器と史実をリアルに再現したマップによりマニアの支持を集めた。余りの難易度の為、当時出版されていた攻略本では、通常のゲームプレイはまず不可能とされ、新兵器の開発やユニットの進化まで引き分け→同一マップ再挑戦、を繰り返す、百年戦争なる攻略法が奨励され、インターネット上でも流行した。なお、前記攻略本の付録CD内のパッチを当てる事により、スペイン内戦マップとユニットが多数追加される。なお、本作での駆逐戦車は、移動後に攻撃する際に攻撃順の優先度が格段に落ちるというシステムとなっており、移動後に攻撃が不可能であった第一作よりは運用しやすくなっている。

### アドバンスド大戦略98Zwei（ツヴァイ）
『アドバンスド大戦略98』を拡張したものである。制作はチキンヘッド。空港規模や昼夜ルール・高度ルールなども加えられてゲームがさらに複雑化しており、完全なマニア向けとなっている。ただし、マップ間の軍事費の持ち越しが可能となり、夜間戦闘機が無条件に夜間対地攻撃を行える為（以後の作品ではこの仕様は修正され、対地攻撃は出来なくなっている）プレイヤーであるドイツ軍のみは24時間強力な航空支援を得られる、任意の場所に自由に空港を設置出来る、など、難易度は劇的に低下している。1ターン=1日であったものが1ターン=2時間になっており、百年戦争には単純計算で12倍の手間と時間がかかる事となった。

### アドバンスド大戦略～ヨーロッパの嵐・ドイツ電撃作戦～
2000年にドリームキャストで発売された『アドバンスド大戦略98』の後継作品。基本的なシステムは『アドバンスド大戦略98Zwei』を家庭用にアレンジした作品で、ステージは一新されており序盤は遊びやすくなっている。兵器数も大幅に増加し、第二次世界大戦後のif戦記を描いたステージも加えられた。ユニットに方向の概念が加わり、後方や側面からの攻撃・防御に修正が加えられるシステムが追加されたが、これによってさらにゲームは複雑化した。

### アドバンスド大戦略2001 DC版
2001年にドリームキャストで発売された、『ヨーロッパの嵐・ドイツ電撃作戦』の改良作品。システムの改善と、ユニットやシナリオ、参戦国の追加が行われている。また、前作では見難かったマップやユニット名を文字を太くする事や漢字表記などの改良で読みやすくしている。都市や空港にユニットを「格納」するというシステムが追加されており、他にも細部のルール変更がある。windows版にはない3Dマップ視点表示などがある。

### アドバンスド大戦略2001 PC版
Windows用に発売された『アドバンスド大戦略2001』。操作性をPC用に一新し、グラフィック要素もPC用に作り直されていて鮮明な画像を実現している。これにより文字の見難さやユニットの改良によるアイコンの違いなども判別しやすくなった。他、DC版よりも3Dの戦闘シーンが鮮明に表示され、PCの性能によっては快適な環境でプレイ出来る。また、シナリオのバランスやユニットの性能が修正された。他には数箇所にシナリオ開始前の専用のムービーが用意され、制式化決定時用の音楽が流れるなど数多くの追加要素がある。ルールでは、ユニットが森に隠れると敵地上ユニットが隣接しない限り航空機から攻撃されないなどの変更がある。なお、セガの公式サイトではPCと同じ土壌である98の続編として紹介されているが、実際に先に登場しているのは2001のDC版である。
DC版よりもさらにユニットやシナリオが追加され、登場兵器数はシリーズ最多である。また、パワーアップキットも発売されており、これにはシナリオエディタも付属された。ルールやシステムはさらに複雑化しており、難度は非常に高くなっている。有志により開発された、効果音やサウンドの変換、顔イラストの変更、ユニットの編集などが可能なツールも登場している。パワーアップキットではソ連やイギリスのキャンペーンが追加されており、『アドバンスド大戦略IV』でモデリングが修正されたユニットを収録した2001完全版も発売されている。

### アドバンスド大戦略IV
windowsで2003年に発売された作品で、2001のシステムを元に軍団を自分で自由に編成し、戦略画面で進攻先を自由に選べるシステムとなった。兵器開発工場への生産割当や開発投資などの概念も付加されている。新ユニットも追加されたが一部、前作から登場したユニットが登場しない。
この作品後、アドバンスド大戦略シリーズの発売は停滞する事となる。

### スタンダード大戦略
PlayStation 2で発売された派生作品。派生作品だがゲームの基本部分は『アドバンスド大戦略2001』のものが流用されている。夜間や高度、空港規模や方向の概念は廃止され、システムの簡略化が行われており、ビギナーでもプレイしやすいアドバンスド大戦略として「スタンダード」の名が新たに付けられた。目的地への進攻ルートはいくつかの候補の中から選択可能で、『アドバンスド大戦略IV』を参考にしたと思われるシステムも取り入れられている。戦車の砲塔を交換するシステムや改造技術をユニットに付加できるなどの独特の特徴がある。ユニットやマップのデザインをセガ側が行っており、従来作品よりも美麗で精巧なグラフィックが表現されていてユニット各部の汚れまで再現されているが、その分登場兵器の数は減少した。スタンダード大戦略 電撃戦（1939年～1941年シナリオ収録）とスタンダード大戦略 失われた勝利（1941年～1945年シナリオ収録）の2部構成である。なお、電撃戦には旧日本軍のユニットが2種類だけ隠しユニットとして登場する。総ステージ数は電撃戦・失われた勝利の両方を合わせると最大である。

### アドバンスド大戦略5
windowsで2006年に発売された作品で「レッドサンブラッククロス」の副題が付いている。架空戦記の小説家佐藤大輔の小説『レッドサンブラッククロス』の世界を再現した内容となっており、第二次世界大戦にアメリカが不参戦でイギリスは崩壊、その結果ヨーロッパを制覇したドイツとアジアを制覇した日本が大戦後にアメリカで戦うという架空の歴史が舞台となっている。ゲームは第二次世界大戦のドイツの戦いを元とするキャンペーンと、日本とドイツの戦いを元にするキャンペーンの2つがあるが、第二次世界大戦のドイツの戦いのキャンペーンでも小説を元にしたif展開やif兵器が登場した。史実の兵器にもif戦記の設定が加えられているものがあり、史実設定なのか仮想設定なのかの見分けが付け辛い。基本的な戦闘システムや戦闘画面はスタンダード大戦略のものを流用しているが、マップ画面は『アドバンスド大戦略98』のものをベースとしている。しかし新たに追加された兵器のグラフィックはスタンダード大戦略のものよりも劣るため、グラフィックが精密なものとそうでないものが混在している。

## 評価
メガドライブ版『アドバンスド大戦略 ドイツ電撃作戦』はファミコン通信クロスレビューでは8、8、8、9の33点を得た。レビュアーは「タイトルの『アドバンスド』に違わず製作者の趣味かと思えるほど細部までこだわったマニア向けな作り」で「経験値を貯めて兵器が進化したり歴史上実際にあった作戦が反映されているなど本格的」で「なかなかないオリジナルのPC版を超えた作品」で「シリーズファンやSLGファンには勧められるが、とっつき辛いゲームである」とした。「今週のおすすめソフト」の欄では同じ号でレビューした11作品中レビュアー4人中3人が本作を選んだ。

## シリーズ
- アドバンスド大戦略 －ドイツ電撃作戦－
- ワールドアドバンスド大戦略 ～鋼鉄の戦風～
- ワールドアドバンスド大戦略 ～作戦ファイル～
- ADVANCED WORLD WAR ～千年帝国の興亡～
- アドバンスド大戦略98
- アドバンスド大戦略98II(Zwei)
- アドバンスド大戦略 ～ヨーロッパの嵐・ドイツ電撃作戦～
- アドバンスド大戦略2001
- アドバンスド大戦略2001完全版（パワーアップキット同梱）
- アドバンスド大戦略IV
- スタンダード大戦略 電撃戦
- スタンダード大戦略 失われた勝利
- セガエイジス2500シリーズVol.22アドバンスド大戦略 ドイツ電撃作戦[12]
- アドバンスド大戦略5